# El Torreón, Michoacán de Ocampo
El Torreón är en ort i Mexiko.   Den ligger i kommunen Ecuandureo och delstaten Michoacán de Ocampo, i den centrala delen av landet, 300 km väster om huvudstaden Mexico City. El Torreón ligger 1 546 meter över havet och antalet invånare är 150.
Terrängen runt El Torreón är varierad. Runt El Torreón är det tätbefolkat, med 550 invånare per kvadratkilometer. Närmaste större samhälle är Zamora, 17,2 km söder om El Torreón. I omgivningarna runt El Torreón växer huvudsakligen savannskog.